# Harrison (hrabstwo Lincoln)
Harrison – miasto w Stanach Zjednoczonych, w stanie Wisconsin, w hrabstwie Lincoln.